# جنبش سپیدجامگان
جنبش سپیدجامگان در ادامه جنبش‌های بومسلمیه یا خونخواهان ابومسلم خراسانی در سال ۱۶۱هجری به رهبری هاشم ابن حکیم ملقب به مقنع رخ داد، هواداران او اهل ماورالنهر، سغد، بخارا بودند که برای مخالفت با عباسیان که جامه سیاه داشتند، جامه سپید پوشیدند و به این نام مشهور شدند. برخی معتقدند که جامه سپید در میان پیروان مقنع ناشی از آثار عقاید مانوی در آیین و اعتقادات آنها بوده‌است، زیرا جامه روحانیون مانویان و برخی فرقه‌های دیگر در آن زمان سپید بوده‌است یا لااقل با بر تن کردن جامه سپید قصد داشته‌اند اتحاد یا تعلق خود به مانویان که تعدادشان در آن زمان در ماوراء النهر زیاد بوده‌است را، نشان بدهند.

## شکل‌گیری جنبش
این جنبش بر اثر سرخوردگی از رفتار عباسیان و ابراز تنفر روستاییان ماوراء النهر بر ضد آنان در روزگار خلافت مهدی (۱۵۸–۱۶۹ هجری) / ۷۷۵–۷۸۵ میلادی) شکل گرفت.
مقنع رهبری این جنبش را بر عهده داشت، نام اصلی او هاشم ابن حکیم بود. مقنع اهل بلخ بود و بعدها به روستای خازه در نزدیکی مرو نقل مکان کرد، خصوصیات ظاهری او را چنین ذکر کرده‌اند: کوتاه قد، سرطاس، زشت، و یک چشم در یکی از جنگ‌ها یکی از چشم‌های او کور شد و همواره نقابی بر صورت داشت. دشمنانش می‌گفتند که این نقاب را از آن جهت بر سر دارد که زشتی و بدرویی‌اش پوشیده شود و هواداران نزدیک به وی معتقد بودند که او برای جلوگیری از درخشش نور الهی چهره خود را می‌پوشاند. مقنع در ابتدا به شغل رخت شویی مشغول بود، بعد از پیوستن به دستگاه ابومسلم به سرعت پیشرفت کرد و سردار سپاه ابومسلم شد. مقنع بعد از ده سال پس از مرگ ابومسلم به خونخواهی او شورید، مقنع توانست با استفاده از شعبده بازی، علم ریاضی و انعکاس نور صورتی از ماه بسازد که از چاه بالا می‌آمد و به ماه نخشب یا ماه مقنع معروف شد، بیشتر این هواداران در ماوراءالنهر، نخشب، سغد و بخارا بودند، هواداران مقنع به سپید جامگان معروف گشتند چون برای مخالفت با عباسیان که جامه سیاه داشتند آن‌ها جامه سپید بر تن کردند و به سپید جامگان معروف شدند.

## شورش‌های سپید جامگان
علت اساسی جنبش مقنع عدم رضایت عمومی از تبعیضی بود که در دوران خلافت عباسی میان گروه‌های مختلف مردم ایجاد شده بود. مقنع در تعلیمان خود می‌گفت که قصد دارد به عدم مساوات در اموال و غارتگری مردم و سیادت اعراب خاتمه دهد. یاران او را طبقات محروم، کشاورزان و روستاییان تشکیل می‌دادند. سپید جامگان در ماوراءالنهر و اطراف آن دست به شورش‌های بسیاری زدند و خرابی‌های بسیاری به وجود آوردند، یکی از این حمله‌ها به روستای نمجکت بود در نزدیکی بخارا، سپید جامگان به رهبری حکیم ابن احمد شبانه به این روستا تاختند و در ابتدا مؤذن مسجد و پانزده نفر نمازگزار را کشتند و سپس همه افراد روستا را قتل‌عام کردند، این تاخت و تازهای سپید جامگان باعث ترس و هراس فراوان در بین مردم و مقامات محلی در ماوراءالنهر و اطراف آن شد به طوریکه همواره این افراد خطر سپید جامگان و جایگزینی آیین مقنع به جای اسلام را به خلیفه مهدی عباسی گوشزد می‌کردند.
سرانجام این شورش توسط سعید حرشی سرکوب شد اما آمال وآیین‌های سپید جامگان خاموش نگردید.